# Puerto Concordia

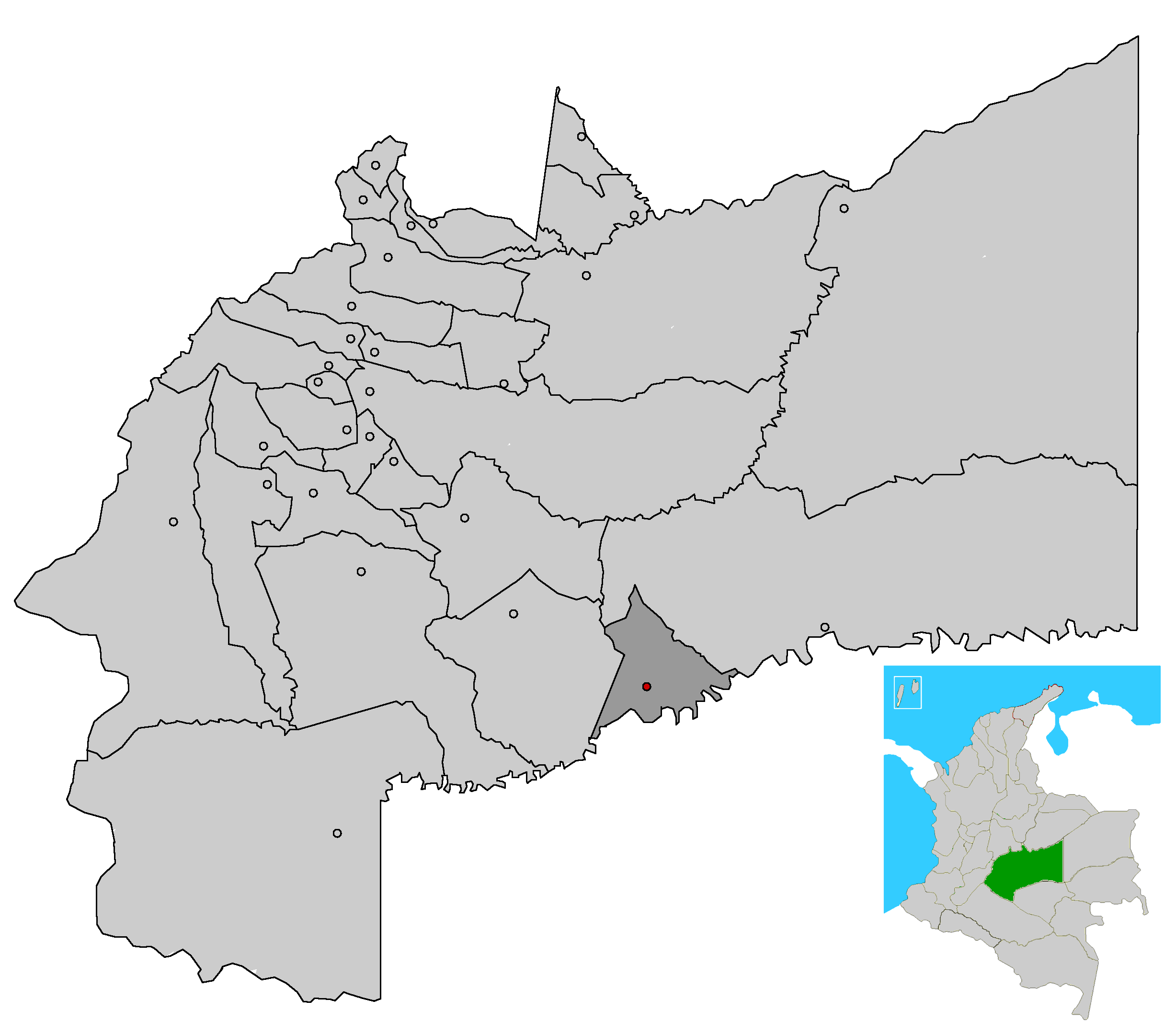
Mapa da cidade de perto concordia

Puerto Concordia é um município da Colômbia, localizado no departamento de Meta.